# 善光寺 (八尾市)
善光寺（ぜんこうじ）は、大阪府八尾市垣内にある融通念仏宗の寺院。 大念仏寺の末寺で、本尊は弥陀三尊仏。

## 概要
信濃国の本田善光が難波・堀江うち捨てられていた仏像を拾い、そのお告げにより信濃へ帰国する最中にここで一泊したのが縁で、信濃善光寺を建立した翌年にここを訪れて寺を建立し、分身を祀ったと伝えられている。
境内北にあるクスノキは13世紀ごろのもので、幹回り約6.3m、高さ約25mあり、1949年に大阪府顕彰天然記念物に指定され、1986年に八尾市保全樹林に指定された。本田善光が再びここを訪れた時に持参していた杖を突き刺したものが芽を出して大きくなったと云い伝えられている。

## 行事
毎年4月、9月の16日に「お通夜」が行われる。

## 札所
河内西国霊場
12 感應院　--　13 元善光寺　--　14 梅岩寺